# Manoir de Blavou
Le manoir de Blavou est une demeure des XVe – XVIe siècle qui se dresse sur le territoire de la commune française de Saint-Jouin-de-Blavou, dans le département de l'Orne, en région Normandie. L'édifice est partiellement inscrit au titre des monuments historiques.

## Localisation
Le manoir est situé sur la commune de Saint-Jouin-de-Blavou, dans le département français de l'Orne.

## Historique
L'édifice date du XVIe siècle, et a été muni d'un four à pain au XVIIIe siècle.

## Description
Le manoir des XVe – XVIe siècle, caractéristique des manoirs fortifiés du Perche, se présente sous la forme d'un logis rectangulaire flanqué sur l'un des grands côtés d'une tour polygonal à usage d'escalier à laquelle était accosté aux deux derniers étages une guette,.

## Protection
Le manoir et le four à pain sont inscrits au titre des monuments historiques par arrêté du 7 octobre 1997.